# Bitka za Filipine (1941. – 1942.)
 Bitka za Filipine (1941. – 1942.) je japanska invazija na Filipine, kojeg su branile filipinska i američka vojska. Bitka je započela početkom prosinca 1941. i trajala do početka svibnja 1942. godine, zaključno s japanskom pobjedom. 
Domaće snage bile su brojčano nadmoćne u usporedbi s japanskim osvajačima u omjeru 3:2, ali su se sastojale od neiskusne redovne, narodne garde, policije i novonastale Commonwealth jedinice. Japanci su naprotiv koristili svoje najbolje prvolinijaške vojnike na početku kampanje. Američki general Douglas MacArthur postaje savezničkim zapovjednikom na Filipinima. Pred nadolazećim japanskim snagama utaborio se na utvrđenom otoku Corregidor. Bez izgleda da ostvari pobjedu nad brojnijim Japancima, predsjednik Roosevelt mu naređuje da napusti svoje jedinice i povuče se u Australiju. MacArthur isprva odbija, ali je prisiljen ispoštovati naređenje. Svoje čuveno obećanje "Vratit ću se", koje je izjavio prilikom odlaska s Filipina, a američka propaganda koristila u promotivne svrhe, ponavljao je u svim svojim javnim govorima, te je postalo jedna od najslavnijih izjava u Drugom svjetskom ratu. Japanska 14. armija naglo je krenula prvog mjeseca invazije i brzo osvojila važan filipinski otok Luzon. 
Japanci su vjerovali, da je sve bitno riješeno pa su poslali najbolje jedinice na Borneo i u Indoneziju, početkom siječnja 1942. Ova odluka te bolje odluke združenih filipinsko-američkih snaga, da se povuku u obrambenu poziciju na poluotoku Bataan, omogućila je Amerikancima i Filipincima, da izdrže još četiri mjeseca, dok Japan nije i stvarno pobijedio. Japanci će držati Filipine, do pred kraj Drugog svjetskog rata.     